# توروو، شهرستان پرزسنیسز
توروو، شهرستان پرزسنیسز (به لاتین: Turowo, Przasnysz County) یک منطقهٔ مسکونی در لهستان است که در Gmina Czernice Borowe واقع شده‌است.